# Número composto

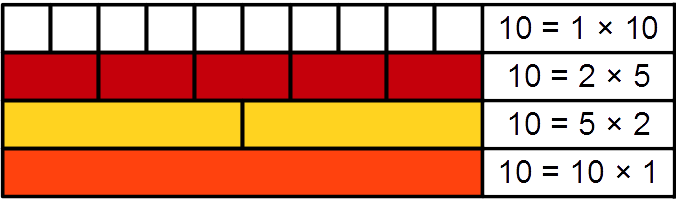
Mostrando por meio de hastes de Cuisenaire, os múltiplos divisores do número composto 10

Os números compostos podem ser organizados em retângulos, já os números primos não.

Um número composto é um número natural que pode ser formado pela multiplicação de outros dois naturais menores. Equivalentemente, é um natural que tem pelo menos um divisor além do 1 e de si próprio. Todo número natural é composto, primo, ou a unidade 1, então os números compostos são exatamente os números que não são primos, nem a unidade.
Por exemplo, o número 14 é um número composto por ser o produto dos dois naturais menores 2 × 7. Similarmente, os naturais 2 e 3 não são compostos, porque eles só podem ser divididos por um e si próprio.
Os números compostos até 150 são:
4, 6, 8, 9, 10, 12, 14, 15, 16, 18, 20, 21, 22, 24, 25, 26, 27, 28, 30, 32, 33, 34, 35, 36, 38, 39, 40, 42, 44, 45, 46, 48, 49, 50, 51, 52, 54, 55, 56, 57, 58, 60, 62, 63, 64, 65, 66, 68, 69, 70, 72, 74, 75, 76, 77, 78, 80, 81, 82, 84, 85, 86, 87, 88, 90, 91, 92, 93, 94, 95, 96, 98, 99, 100, 102, 104, 105, 106, 108, 110, 111, 112, 114, 115, 116, 117, 118, 119, 120, 121, 122, 123, 124, 125, 126, 128, 129, 130, 132, 133, 134, 135, 136, 138, 140, 141, 142, 143, 144, 145, 146, 147, 148, 150. (sequência A002808 na OEIS)
Todo número composto pode ser escrito como o produto de dois ou mais primos (não precisam ser necessariamente distintos). Por exemplo, o número composto 299 pode ser escrito como 13 × 23, e o número composto 300 pode ser escrito como 23 × 32 × 5; além disso, essa representação é única salvo pela ordem dos fatores. Esse fato é chamado de o Teorema fundamental da aritmética.
Há diversos testes de primalidade conhecidos que podem determinar se um número é primo ou composto, sem necessariamente revelar a fatoração da entrada composta.

## Tipos
Uma forma de classificar números compostos é contando o número de fatores primos. Um número composto com dois fatores primos é um número semiprimo ou 2-quase-primo (os fatores não precisam ser distintos, logo, quadrados de primos são incluídos). Um número composto com três fatores primos distintos é um número esfênico. Em algumas aplicações, é necessário diferenciar entre números compostos com um número ímpar de fatores primos distintos e aqueles com um número par de fatores primos distintos. Para esse último caso, quando n não tem como divisor um outro número primo ao quadrado
{\displaystyle \mu (n)=(-1)^{2x}=1}
(em que μ é a função de Möbius e x é metade do total de fatores primos), enquanto que para o primeiro caso, também quando n não tem como divisor um outro número primo ao quadrado
{\displaystyle \mu (n)=(-1)^{2x+1}=-1.}
Nota-se que, para números primos, a função retorna -1 e, além disso, μ(1) = 1. Já para um número n com um ou mais primos que repetem em sua decomposição,
{\displaystyle \mu (n)=0.}
Se todos os fatores primos de um número forem repetidos, ele é chamado de número potente [en] (todos os números perfeitos são números potentes). Se nenhum dos seus fatores primos for repetido, ele é chamado de livre de quadrados. (Todos os números primos e o número 1 são livres de quadrados).
Por exemplo, 72 = 23 × 32, todos os fatores primos se repetem, então 72 é um número potente. 42 = 2 × 3 × 7, nenhum dos seus fatores se repete, então 42 é livre de quadrados.
Outra maneira de classificar os números compostos é contando o número de divisores. Todo composto possui pelo menos três divisores. No caso de quadrados de primos, esses divisores são {1, p, p2} . Um número n que possui mais divisores que qualquer x < n é um número altamente composto (embora os dois primeiros números sejam 1 e 2).
Os números compostos também foram chamados de "números retangulares", mas esse nome também pode se referir aos números oblongos, os quais são números resultantes do produto de dois inteiros consecutivos.